# سانتیاگو ارتزامندیا
سانتیاگو ارتزامندیا (انگلیسی: Santiago Arzamendia؛ زادهٔ ۵ مهٔ ۱۹۹۸) بازیکن فوتبال است.

سانتیاگو ارتزامندیا بازیکن تیم ملی پاراگوئه در سال 2021

از باشگاه‌هایی که در آن بازی کرده‌است می‌توان به اشاره کرد.
وی همچنین در تیم‌های ملی فوتبال Paraguay national under-23 football team و پاراگوئه بازی کرده‌است.